# ذراع الموز (قفل شمر)

تعديل مصدري - تعديل

ذراع الموز هي إحدى قرى عزلة المخلاف بمديرية قفل شمر التابعة لمحافظة حجة، بلغ تعداد سكانها 94 نسمة حسب تعداد اليمن لعام 2004.